# Alan Aubry
Pour les articles homonymes, voir Aubry.
Alan Aubry (né en 1974 à Rennes) est un photographe français.

## Biographie
Alan Aubry est diplômé de l'École des beaux-arts de Rouen en 1998 (DNSEP option Art)
Il travaille par série, ses photographies traitent principalement du paysage urbain.
Ses photographies, toujours vides de toute présence humaine sont une collection et un inventaire personnel de points de vue, de mobiliers, de lieux, qui ont en commun une apparence, une fonction ou une histoire.
Il travaille au moyen format argentique, parfois à la chambre 4x5".
Il réalise les photographies pour Seine-Maritime Le magazine.

## Expositions
- 2010 - DOWN MEMORY LANE, Maison d'arrêt des femmes, Rouen, France.
- 2010 - BIOGRAPHIES, Pôle image Haute-Normandie, Rouen, France.
- 2008 - FESTIVAL INTERNATIONAL DE L'IMAGE ENVIRONNEMENTALE - OFF, Paris, France.
- 2007 - HABITER FACE A FACE B, Château Stanislas, Commercy, France.
- 2007 - GALA, Lied Discovery Children's Museum, Las Vegas, États-Unis.
- 2006 - OUVERTURE, Galerie Le Tracteur, Paris, France.
- 2006 - CITADELLE, Galerie Boumier, Versailles, France.
- 2006 - RELAIS, Galerie du Bellay, Mont-Saint-Aignan, France.
- 2006 - PARIS PHOTOGRAPHIQUE, Espace Beaurepaire, Paris, France.
- 2005 - LES NOUVEAUX LIEUX DE SOLITUDE, Pôle image Haute-Normandie, Rouen, France.
- 2005 - CITADELLE, Galerie Plume, Le Mans, France.
- 2005 - RENCONTRES INTERNATIONALES DE LA PHOTOGRAPHIE, HypeGallery, Arles, France.
- 2004 - HYPEGALLERY, Palais de Tokyo, Paris, France.
- 2002 - LES ICONOCLASSES 4, Galerie Duchamp, Yvetot, France.

## Séries photographiques
- 2010 - Orania Afrikanertuiste, portraits des habitants d'un village privé réservé à la culture afrikaner en Afrique du Sud.
- 2008 - Orania, photographies dans un village privé réservé à la culture afrikaner en Afrique du Sud.
- 2007 - Károlyháza, photographies dans ancienne ferme collective en Hongrie.
- 2007 - Habiter, Face A Face B, photographies dans la ville de Commercy, série réalisée avec Antoine Doyen ;
- 2007 - Parcel(le)s, photographies de jardins familiaux.
- 2007 - Zone vie, photographies de la Base Aérienne 105.
- 2006 - La Corniche, photographies d’un lotissement en construction.
- 2006 - Affaires culturelles, photographies au sein des bureaux de la DRAC 76.
- 2005 - Citadelle, photographies de pavillons résidentiels.
- 2005 - Rencontres, photographies de lieux de rencontres « coquins » autour de Rouen.
- 2005 - Habitat provisoire, photographies de constructions modulaires servant de dortoir pour un centre de vacances.
- 2005 - Desserte locale, inventaire photographique de tous les panneaux signalant l’entrée de Rouen.
- 2005 - La Rafale, photographies de la Rafale, bâtiment voué à la destruction, Reims, France.
- 2005 - Abri-joueur, photographies d’abri-joueurs à la lisière de terrains de sport.
- 2005 - 11 mètres, photographies de buts de football depuis le point de pénalty.
- 2004 - Retour vapeurs, photographies de pompes à essence.
- 2004 - Propriété de l’État, photographies d’un type précis de cabines téléphoniques.
- 2004 - Voitures, photographies de voitures abandonnées le temps d’une fin de semaine dans le parking souterrain d’un centre commercial.
- 2004 - Abribus, photographies d’un certain type d’abribus.
- 2004 - Mesnil Roux, photographies d'une zone délaissée d'un centre commercial à Barentin.
- 2003 - Intérieurs familiers, photographies des intérieurs domestiques qui ont marqué son enfance.